# September 1984
Portal Geschichte | Portal Biografien | Aktuelle Ereignisse | Jahreskalender | Tagesartikel

◄ |
19. Jahrhundert |
20. Jahrhundert
| 21. Jahrhundert

◄ |
1950er |
1960er |
1970er |
1980er
| 1990er | 2000er | 2010er | ►

◄ |
1980 |
1981 |
1982 |
1983 |
1984
| 1985 | 1986 | 1987 | 1988 | ►

◄ |
Juni 1984 |
Juli 1984 |
August 1984 |
September 1984 |
Oktober 1984 |
November 1984 |
Dezember 1984 |
►
Dieser Artikel behandelt aktuelle Nachrichten und Ereignisse im September 1984.

## Tagesgeschehen

### Samstag, 1. September 1984
- Mindanao/Philippinen: Der Taifun Nitang (international: Taifun Ike) trifft mit Windgeschwindigkeiten von in der Spitze circa 125 Knoten (230 km/h) auf die zweitgrößte Insel der Philippinen und verursacht katastrophale Schäden.[1]

### Montag, 3. September 1984
- Pretoria/Südafrika: In Südafrika treten Änderungen der Verfassung in Kraft, die der Minderheit der hellhäutigen Bevölkerung die Ausübung ihrer Vorherrschaft auf politischer Ebene noch einmal erleichtern.[2]

### Freitag, 7. September 1984
- Genf/Schweiz: Im Zusammenhang mit Taifun Nitang (international: Taifun Ike), der über die Philippinen am 1. und 2. September zog, starben nach aktuellen Angaben der Organisation für Katastrophenhilfen der Vereinten Nationen circa 1.400 Menschen, allerdings ersuchten die Philippinen die Vereinten Nationen bisher nicht um Hilfe.[3]

### Samstag, 8. September 1984
- New York/Vereinigte Staaten:  Bei den US Open 1984 im Tennis trifft Martina Navratilova als Titelverteidigerin im rein amerikanischen Finale im Dameneinzel auf die Vorjahresfinalistin Chris Evert-Lloyd. Navratilova gewinnt das Endspiel in drei Sätzen.[4]
- Pjöngjang/Nordkorea: Die Oberste Volksversammlung verabschiedet das „Gesetz zum Betreiben von Gemeinschaftsunternehmen“. Durch Joint Ventures mit ausländischen Unternehmen und Investoren will die Partei der Arbeit Koreas die Einfuhr von Rohstoffen, Technologien und Devisen ankurbeln.[5]

### Sonntag, 9. September 1984
- New York/Vereinigte Staaten: Der amerikanische Tennisspieler John McEnroe gewinnt bei den US Open 1984 das Finale im Herreneinzel gegen den Tschechoslowaken Ivan Lendl in drei Sätzen.[6]

### Dienstag, 11. September 1984

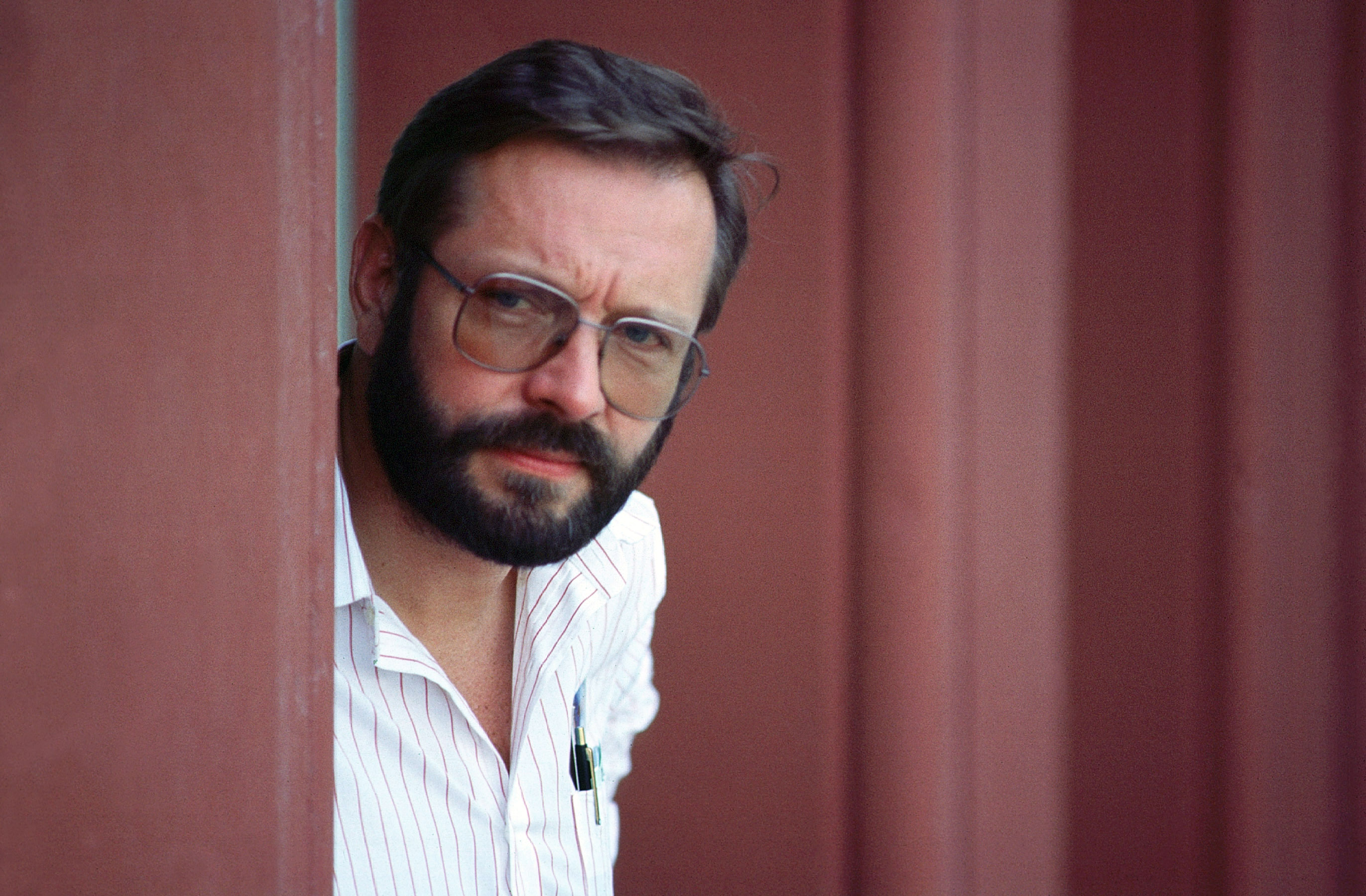
Krzysztof Zanussi

- Venedig/Italien: Bei den 41. Internationalen Filmfestspielen von Venedig wird der Film Ein Jahr der ruhenden Sonne des polnischen Regisseurs Krzysztof Zanussi mit dem Leone d’Oro prämiert.[7]

### Dienstag, 18. September 1984
- Bonn/Deutschland: Die Bundesregierung einigt sich darauf, dass in allen neu produzierten Kraftfahrzeugen mit Verbrennungsmotor, die ab dem 1. Januar 1989 abgesetzt werden, ein Fahrzeugkatalysator verbaut sein muss. Der so genannte „Kat“ wandelt bei der Verbrennung von Kraftstoff entstehende Kohlenwasserstoffe, Stickoxide und das Kohlenstoffmonoxid in Kohlenstoffdioxid, Wasser und Stickstoff um, so dass die Gesundheit von Lebewesen sowie der Fortbestand der biologischen Vielfalt deutlich weniger gefährdet sind.[8]
- Cairo Montenotte/Italien: Der amerikanische Rekord-Fallschirmspringer Joseph Kittinger vollführt in Ligurien eine Bruchlandung mit dem Heliumballon Rosie O'Grady, mit dem er vor circa 85 Stunden an der Ostküste der Vereinigten Staaten vom Erdboden abhob, und ist damit der erste Mensch, der den Atlantik erfolgreich in einem Gasballon überquerte.[9]
- Lyon/Frankreich: Die internationale Ermittlungsbehörde Interpol erlässt eine Resolution zur Neutralität, damit die Blockadehaltung vieler Länder gegenüber der Organisation überwunden wird. Die politische Bewertung von Straftaten liegt jetzt im nationalstaatlichen Ermessen. Somit können polizeiliche Aktionen nicht mehr „von außen“ durch Interpol in die Wege geleitet werden.[10]

### Donnerstag, 20. September 1984

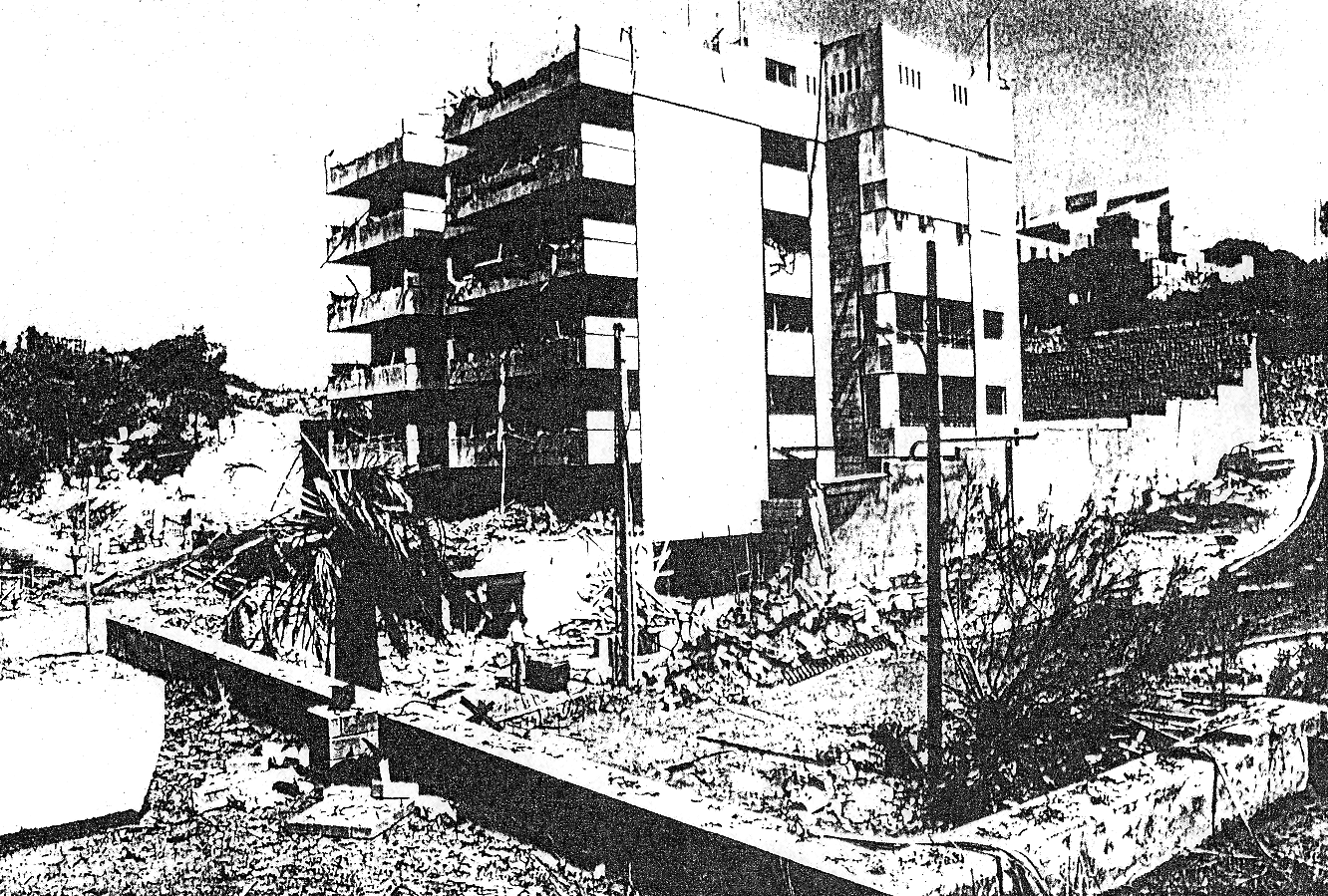
US-Botschaft in Beirut

- Beirut/Libanon: Zum dritten Mal innerhalb von 17 Monaten verüben in der Hauptstadt des Bürgerkriegslands religiös motivierte Terroristen einen Anschlag auf eine Liegenschaft der Vereinigten Staaten. Eine Autobombe explodiert vor dem Neubau der US-Botschaft, dadurch kommen 23 Menschen ums Leben, unter ihnen der Botschafter.[11]
- Buenos Aires/Argentinien: Die von Präsident Raúl Alfonsín im Dezember 1983 eingesetzte Wahrheitskommission zur Aufarbeitung der Militärdiktatur ab 1976 berichtet, dass in jedem Fall 8.960 Oppositionelle in den Zeiten der Diktatur ohne Hinweise auf ihren weiteren Verbleib verschwanden, außerdem sei aus Befragungen hervorgegangen, dass es eine Dunkelziffer von weiteren circa 20.000 Fällen gebe.[12]

### Freitag, 21. September 1984
- New York/Vereinigte Staaten: Die Vereinten Nationen nehmen den südostasiatischen Staat Brunei Darussalam als neues Mitglied auf.[13]

### Samstag, 22. September 1984
- Douaumont/Frankreich: Der französische Präsident François Mitterrand und der deutsche Bundeskanzler Helmut Kohl nehmen bei Verdun an einer Zeremonie zum Gedenken an gefallene Soldaten ihrer Länder im Verlauf dieses Jahrhunderts teil. Vor ihnen befindet sich während der Andacht ein Beinhaus mit den Überresten von etwa 130.000 Gefallenen aus Frankreich und Deutschland. François Mitterrand reicht Helmut Kohl die Hand, dieser greift zu. Der Akt wird weltweit als symbolischer Schlussstrich unter die „deutsch-französische Erbfeindschaft“ verstanden. Er geht als Handschlag von Verdun in die Geschichte ein.[14]

### Sonntag, 23. September 1984

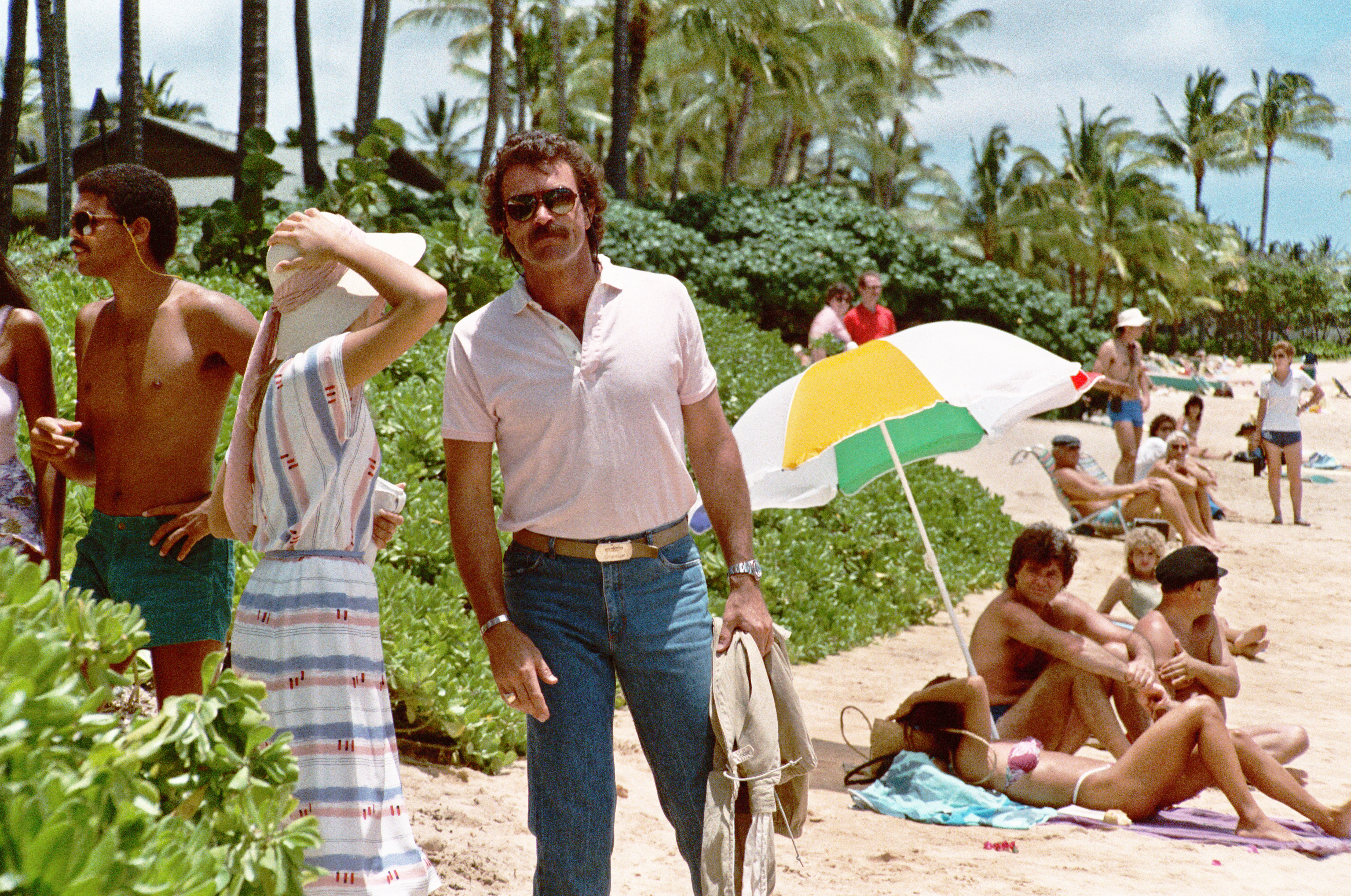
Tom Selleck am Filmset

- Bern/Schweiz: In einer Volksabstimmung werden zwei Volksinitiativen abgelehnt. Die Teilnehmer befürworten den Bau der Kernkraftwerke Graben, Kaiseraugst sowie in Verbois bei Russin und lehnen drastische staatliche Maßnahmen zur Energieeinsparung ab. Erdöl ist aktuell mit großem Abstand der wichtigste Energieträger der Schweiz, dadurch ist das Land auf dem Energiesektor stark vom Ausland abhängig.[15]
- Pasadena/Vereinigte Staaten: Bei der Verleihung des Fernsehpreises Emmy werden u. a. Tom Selleck für seine Leistung in der Serie Magnum sowie Laurence Olivier für seine Darstellung des Königs Lear in der gleichnamigen TV-Serie ausgezeichnet.[16]

### Dienstag, 25. September 1984
- Amman/Jordanien: König Hussein gibt bekannt, dass sein Land wieder reguläre diplomatische Beziehungen zu Ägypten pflegt, da Ägypten den Arabern im Nahen Osten heute wieder seine volle Unterstützung leiste. Jordanien und die übrigen Länder der so genannten „Arabischen Welt“ brachen ihre Kontakte zu Ägypten ab, nachdem die Ägypter im März 1979 einen Friedensvertrag mit Israel geschlossen hatten.[17]

### Sonntag, 30. September 1984
- Klagenfurt/Österreich: Die SPÖ verteidigt bei der Landtagswahl in Kärnten trotz leichter Verluste ihre seit 1970 bestehende absolute Mehrheit. Die ÖVP rutscht gegenüber 1979 unter die 30-%-Marke, während die FPÖ um 4,2 % auf rund 16 % Stimmenanteil zulegt.[18]

## Weblinks

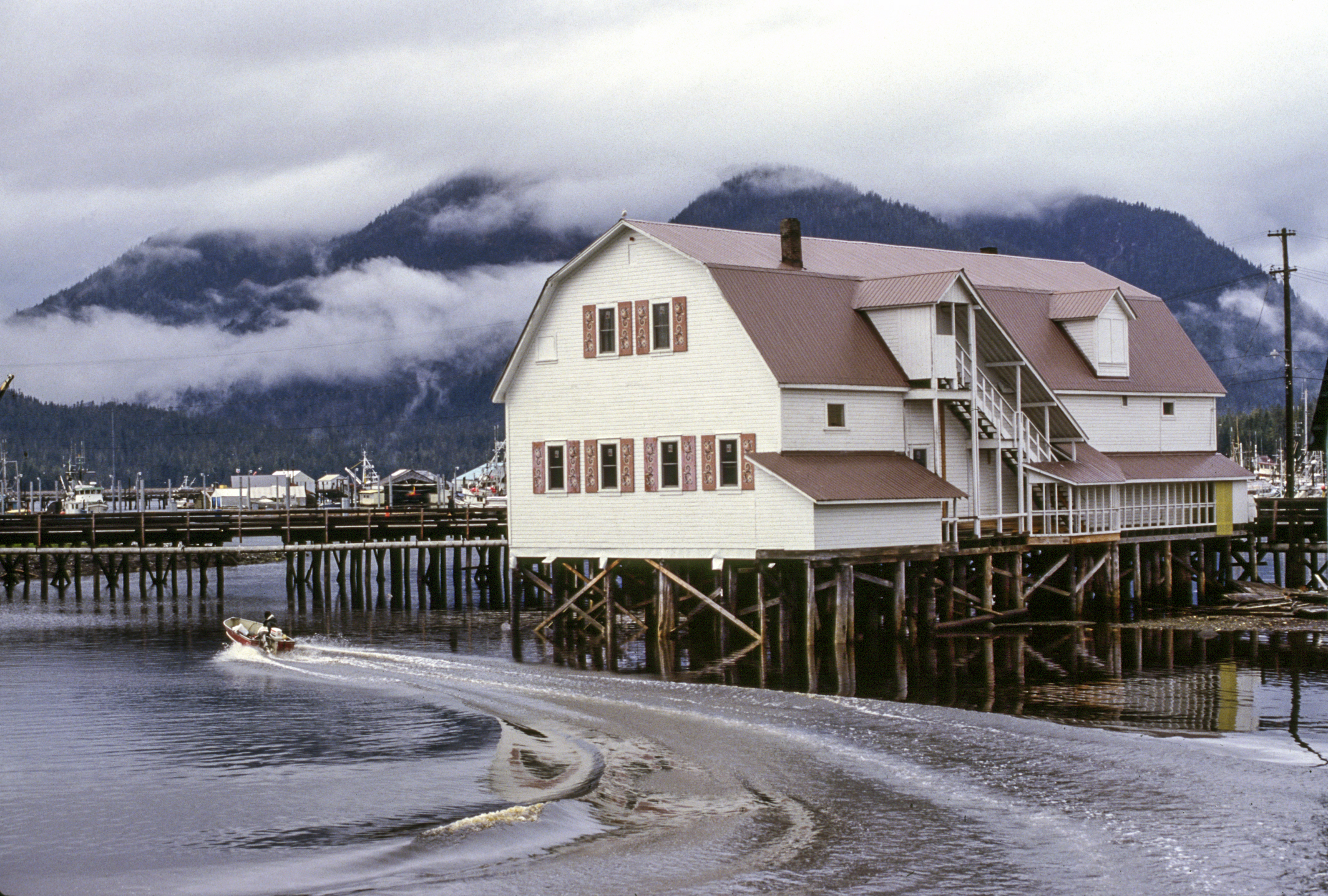
Norwegen im September 1984